# Neoacla loiselae
Neoacla loiselae är en insektsart som beskrevs av Desutter-grandcolas 1988. Neoacla loiselae ingår i släktet Neoacla och familjen syrsor. Inga underarter finns listade i Catalogue of Life.